# Vespa ferruginea
Vespa ferruginea är en getingart som beskrevs av Olivier 1792. Vespa ferruginea ingår i släktet bålgetingar, och familjen getingar. Inga underarter finns listade i Catalogue of Life.